# Rappa Ternt Sanga
Rappa Ternt Sanga är T-Pains debutalbum som släpptes den 6 december 2005. Titeln är en ordlek av Rapper Turned Singer eftersom T-Pain ville bli rappare men blev artist istället. Albumet har sålt 800.000 exemplar jorden runt.

## Låtlista
| Nr | Titel                         | Gästartist(er)                     | Längd |
| -- | ----------------------------- | ---------------------------------- | ----- |
| 1  | "Rappa Ternt Sanga (Intro)"   |                                    | 1:48  |
| 2  | "I'm Sprung"                  |                                    | 3:51  |
| 3  | "I'm 'n Luv (Wit a Stripper)" | Mike Jones                         | 4:25  |
| 4  | "Studio Luv"                  |                                    | 3:37  |
| 5  | "You Got Me"                  | Akon                               | 3:35  |
| 6  | "Let's Get It On"             |                                    | 3:52  |
| 7  | "Como Estas"                  | Taino                              | 3:34  |
| 8  | "Have It (Interlude)"         |                                    | 3:16  |
| 9  | "Fly Away"                    |                                    | 3:55  |
| 10 | "Going Thru a Lot"            | Bone Crusher                       | 4:28  |
| 11 | "Say It"                      |                                    | 4:00  |
| 12 | "Dance Floor"                 | Tay Dizm                           | 3:58  |
| 13 | "Ur Not The Same"             | Akon                               | 4:17  |
| 14 | "My Place"                    |                                    | 3:40  |
| 15 | "Blow Ya Mind"                |                                    | 4:16  |
| 16 | "Ridge Road"                  |                                    | 4:34  |
| 17 | "I'm Hi"                      | Styles P                           | 4:37  |
| 18 | "I'm Sprung 2"                | YoungBloodZ, Pitbull & Trick Daddy | 4:20  |